# یوهانس بوخمان
یوهانس بوخمان (انگلیسی: Johannes Buchmann؛ زادهٔ ۲۰ نوامبر ۱۹۵۳) ریاضی‌دان، استاد دانشگاه، و دانشمند رایانه اهل آلمان است.